# اکسل لیون‌هوفود
اکسل لیون‌هوفود (Axel Leijonhufvud)؛ زادهٔ ۱۹۳۳ – ۵ مهٔ ۲۰۲۲)، اقتصاددان اهل سوئد بود. او استاد بازنشسته افتخاری در دانشگاه کالیفرنیا، لس آنجلس (UCLA) و استاد دانشگاه ترنتو در ایتالیا بود.

## حرفه علمی
او مدرک لیسانس را از دانشگاه لوند، فوق لیسانس (M.A) را در رشته اقتصاد از دانشگاه پیتسبرگ و مدرک دکترای تخصصی خود را در ۱۹۶۷ میلادی در رشته اقتصاد از دانشگاه نورث‌وسترن کسب کرد. وی سمت سرپرست استادیار را در ۱۹۶۴ میلادی در دانشگاه کالیفرنیا لس‌آنجلس پذیرفت، در ۱۹۶۷ میلادی به درجه دانشیار و در ۱۹۷۱ میلادی به استاد تمام ترفیع داده شد. در ۱۹۹۱ میلادی، مرکز اقتصاد قابل محاسبه را در دانشگاه کالیفرنیا لس‌آنجلس بنیان گذاشته و تا ۱۹۹۷ میلادی ریاست آن را بر عهده داشت. دانشگاه لوند در ۱۹۸۳ میلادی و دانشگاه نیس سوفیا آنتیپولیس در ۱۹۹۶ میلادی به لیون‌هوفود مدرک دکترای افتخاری اعطاء نمودند. در ۱۹۹۵ میلادی، لیون‌هوفود به عنوان استاد نظریه و سیاست پولی در دانشگاه ترنتو در ایتالیا گماشته شد، جای که او در همان حال بخشی از آزمایشگاه اقتصاد قابل محاسبه و تجربی (CEEL) بود.

## نظریه اقتصادی
در ۱۹۶۸ میلادی، او یک کتاب علمی مشهور تحت عنوان در مورد اقتصاد کینزی و اقتصاد کینز منتشر کرد. اقتصاد پولی لیون‌هوفود به‌طور اساسی متکی به کار اولیه دوست و مشاور وی، اقتصاددان آمریکایی رابرت دبلیو. کلاور بود.
لیون‌هوفود در این کتاب خود استدلال نمود که فرمول IS/LM (سرمایه‌گذاری-پس‌انداز/رجحان نقدینگی-عرضه پول) جان هیکس که به عنوان خلاصه نظریه عمومی کینز ارایه شده‌است، برای توضیح «بیکاری ناخواسته» در نوشته‌های جان مینارد کینز کافی نیست. بلکه، درکی که لیون‌هوفود از کینز دارد، تأکید روی پدیده عدم تعادل است، پدیده‌ای که در تشریح بیکاری و رکود اقتصادی توسط کینز مرکزی بوده و نمی‌توان در چارچوب IS/LM آن را خلاصه نمود. لیون‌هوفود از این مشاهده به عنوان نقطه آغازی برای پیشکش یک رویکرد «سایبرنتیک» در اقتصاد کلان استفاده نمود، رویکردی که در آن الگوریتم تعیین‌کننده قیمت‌ها و مقدارها به‌طور صریح مشخص گردیده و اجازه می‌دهد تا اقتصاد پویا بدون تحمیل مفهوم تعادل معیاری والراسی مورد مطالعه قرار گیرد. لیون‌هوفود به‌ویژه از مدل‌سازی رسمی فرایندی که توسط آن اطلاعات در اقتصاد حرکت می‌کند، طرف‌داری کرد. هرچند، رویکرد «سایبرنتیک» نتوانست توجه لازم را در اقتصاد متعارف به خود جلب کند، اما این رویکرد نشانه‌ای از انقلاب انتظارات عقلانی که در نهایت مدل IS/LM را به عنوان الگوی غالب در اقتصاد کلان علمی ریشه‌کن کرد، ارائه نمود.
لیون‌هوفود همچنین مقاله «ارتباط ویکسل: تغیری در یک موضوع» را نوشت و در آن نظریه Z را ارایه کرد. طی مقالهٔ دیگری تحت عنوان «نقص‌های تقاضای مؤثر»، او فرضیه دهلیز را مطرح نمود.
در ۲۰۰۶ میلادی، دانشکده اقتصاد دانشگاه کالیفرنیا لس‌آنجلس کنفرانسی را به افتخار کارهای اکسل لیون‌هوفود در این دانشکده و به‌طور کل در اقتصاد، برگزار نمود. لارس پیتر هانسن، پیتر هوویت، دیوید کی. لیواین، ادموند اس. فیلیپس، توماس جی. سارجنت و کینت ال. سوکولوف از جمله شرکت کنندگان این کنفرانس بودند.

## زندگی در میان ایکان [اقتصاد]
«زندگی در میان ایکان» اثر اکسل لیون‌هوفود که در ۱۹۷۳ میلادی در نشریه اقتصادی وسترن به چاپ رسید، مقاله‌ای کمدی است که اصول اقتصاد و دانشمندان آن را، از دیدگاه یک مردم‌شناس به تشریح می‌گیرد. در این نوشتار، اقتصاددانان حرفه‌ای تحت قبیله‌ای به‌نام «ایکان» قرار داده شده و شباهت‌های قبیله‌ای که در این مقاله به آن اشاره شده نشان دهنده رفتار غیرعادی این گروه می‌باشد.
هنگام تشریح ساختار «طبقه و پایگاه» در قبیله «ایکان»، لیون‌هوفود اشاره می‌نماید که «چگونه روابط میان پایگاه‌ها ظاهراً یک «سلسله مراتب اجتماعی» ساده را شکل نمی‌دهد…» و این‌که «در جوامع دارای سلسله مراتب اجتماعی سنتی [آن‌گونه که در فوق ذکر شد]... تعادلی ایجاد می‌شود که در آن سلسله مراتب واقعی هیچگاه رخ نمی‌دهد». با استفاده از این گفتارهای کمدی، لیون‌هوفود می‌خواهد تشریح نماید که در میان دانشگاهیان اقتصاد، اقتصاددانان جوان احترام اندکی نسبت به همکاران مجرب خود دارند. برعکس، اگر این چنین یک سلسله مراتب مشخص وجود داشته باشد، این سلسله مراتب به حدی سخت‌گیرانه است که اجازه تحرک بسیار اندک را می‌دهد: آن‌های که در بالای نرده‌بان علمی قرار دارند، به آسانی به خواسته‌های همتایان رده پایین‌تر خود تمکین نمی‌کنند، روشی که «هیچ تعزیر رسمی به همراه ندارد». لیون‌هوفود هنگام نوشتن این مقاله تنها برای دانشگاه کالیفرنیا لس‌آنجلس کار می‌کرد، از این‌رو شاید این تفسیر تنها مرتبط با آقا خرس‌های همکار وی باشد (خیلی غیر محتمل است…)
در هر حالت، لیون‌هوفود بعدتر می‌نویسد که سلسله مراتب نه تنها در میان نسل‌های یک حوزه بلکه میان حوزه‌های مختلف پژوهشی نیز بروز می‌کند: «یک مقایسه از روابط پایگاه در «حوزه‌های» مختلف، نشان‌دهنده یک روال قطعی معمول است». در قبیله «ایکان»، احترام نسبی که به حوزه‌های مختلف داده می‌شود –واژهٔ که آن‌ها برای آنچه طبقه اجتماعی گفته می‌شود، به زور اقتباس کرده‌اند–، با کاربرد واژه «مدل‌ها» در میان آن‌ها بسیار قریب است، واژه‌ای که به مدل‌های مختلف اقتصادی که امروزه در میان دانشگاهی‌ها ایجاد شده‌است، اشاره دارد. افزون بر آن، «مدل‌های» که توسط حوزه‌های گوناگون ایجاد شده‌اند به‌طور همسان برای همگی پذیرفتنی نیست – ایکان‌های خرد و کلان به سختی «مدل‌های» که یکدیگر ارائه می‌نمایند را تقدیر، یا حتی درک می‌کنند. با این ادبیات تمثیلی، درک نکردن هدف لیون‌هوفود مبنی بر این‌که درک و همکاری میان حوزه‌ای اندکی در اقتصاد وجود دارد بسیار سخت است، حد اقل در اوایل دهه ۱۹۷۰ میلادی. همانند غلط‌فهمی‌های فرهنگی، این خلاءها به اعضای مکاتب فکری مختلف اجازه می‌دهد تا سریعاً به بدنام سازی مکاتب رقیب بپردازند، بدون این‌که شرایطی نخست این مکتب‌ها، یا حوزه‌ها آن‌گونه که لیون‌هوفود مشخص می‌نماید، در آن فعالیت دارند، را درک نمایند.
لیون‌هوفود دوباره به نقد خود از سلسله مراتب اجتماعی میان-نسلی بازگشته و نظریه «نوجوانان، بزرگ‌سالان و کهن‌سالان» خود را ارایه می‌کند. در قبیله «ایکان»، یک فرد جوان یا «دانش‌آموخته» تا زمانی که یک «مدل» بسیار مغلق برای مربی که تحت وی کار می‌نماید فراهم نکند، در جامعه پذیرفته نمی‌شود. با این حال، این رسم پذیرش تنها با پذیرفته شدن اولیه پایان نمی‌یابد: یک شخص برای این‌که عضویت خود در این اجتماع را حفظ نماید باید به ارایه «مدل‌ها» ادامه دهد تا این‌که یکی آن‌ها «از 'عمق' بیرون کشیده شده و در سرزمین وحشی فاسد گردد». بدون شک، این تشریح فرهنگی، تفسیر لیون‌هوفود از نیاز برای منتشر کردن مدل‌های جدید اقتصادی در حوزه علمی است تا یک شخص بتواند سمت خود را در یک دانشکده اقتصاد حفظ نماید. لیون‌هوفود در ادامه می‌نویسد که این مدل‌ها به ندرت در دنیای واقعی قابل اجراء هستند، اما هنوز هم این مدل‌ها مبانی هستند که قبیله «ایکان» بر مبنای آن به جامعه‌شناسان و دانشمندان علوم سیاسی خود نگاه می‌کنند. برای دفاع از این روش در میان قبیله «ایکان»، لیون‌هوفود استدلال می‌نماید تا زمانی که این «مدل‌ها» پر از عقاید قابل توجه هستند (این روش به‌طور ویژه در میان «ایکان-ریاضی» که کشیش‌های قبیله «ایکان» هستند رایج است)، در واقع این چندان مهم نیست که این «مدل‌ها» کارایی دارند یا خیر (مسئله قابلیت اجراء بودن دیگر به عنوان امر مؤثر دیده نمی‌شود).
لیون‌هوفود کاریکاتور طنز خود را با این تشخیص پایان می‌بخشد که به‌خاطر روش‌های یادشده در رابطه با موثریت «مدل‌ها»، «آینده ایکان سرد و ناامیدکننده است». هرچند تعداد آن‌ها به نرخ فزاینده‌ای در حال رشد است، اما بیشترشان بسیار فقیر و متکی به خود نیستند. با این همه، «قبیله ایکان هنوز هم همانند گذشته به عنوان یک نژاد مفتخر و پیکار پرست باقی می‌ماند» و تمامی آن‌ها اشاره به این امر دارد که اقتصاد به عنوان یک رشته علمی اولیه در میان علوم اجتماعی در حال افول است، هرچند اعضای این اجتماع نمی‌خواهند آن را تصدیق نمایند. به یقین که قبیله «ایکان» رشته‌های نویدبخشی داشت، اما از آن زمان به بعد، آن‌ها منابع و اعتماد خود و دیگران را بیش از حد استفاده نموده‌اند و فروپاشی درونی از قبل آغاز شده‌است – در نهایت، قبیله «ایکان» به مردمان بی‌خانمان مبدل شده و هیچ اجتماعی واقعی نخواهند داشت تا آن را خانه بنامند.

## ارجاعات
1. ↑  Snowdon 2002
2. ↑  Howitt 2002
3. ↑  Leijonhufvud 1979
4. ↑  Leijonhufvud 1973
5. ↑  Farmer 2008
6. ↑  Leijonhufvud, Alex (Sep 1973). "Life Among the Econ". Western Economic Journal. 11 (3).